# Gunung Nebuk
Gunung Nebuk är ett berg i Indonesien.   Det ligger i provinsen Aceh, i den västra delen av landet, 1 700 km nordväst om huvudstaden Jakarta. Toppen på Gunung Nebuk är 1 540 meter över havet, eller 191 meter över den omgivande terrängen. Bredden vid basen är 2,7 km.
Terrängen runt Gunung Nebuk är bergig.Runt Gunung Nebuk är det mycket glesbefolkat, med 6 invånare per kvadratkilometer. I omgivningarna runt Gunung Nebuk växer i huvudsak städsegrön lövskog.